# Esther Jones
Esther Jones, född den 7 april 1969, är en amerikansk före detta friidrottare som tävlade i kortdistanslöpning.
Jones främsta merit är att hon tillsammans med Evelyn Ashford, Carlette Guidry och Gwen Torrence ingick i stafettlaget på 4 x 100 meter som vann guld vid Olympiska sommarspelen 1992.

## Personliga rekord
- 100 meter - 11,53 från 1988
- 200 meter - 23,03 från 1991